# Taça dos Clubes Campeões Europeus de 1965–66
A Taça dos Campeões Europeus 1965–66 foi a décima primeira edição do principal torneio de clubes de futebol da Europa. O Real Madrid conquistou seu sexto título a derrotar de virada o Fudbalski Klub Partizan por 2–1 na final com gols marcados por Amancio e Serena para o clube espanhol. O único gol para a equipe sérvia foi anotado por Vasović.
Nas semifinais, os espanhóis eliminaram o então campeão Internazionale por 2–1 no placar agregado.

## Primeira fase
| Equipe 1          | Total | Equipe 2          | 1.º jogo | 2.º jogo |
| ----------------- | ----- | ----------------- | -------- | -------- |
| Feyenoord         | 2–6   | Real Madrid       | 2–1      | 0–5      |
| 17 Nëntori Tirana | 0–1   | Kilmarnock        | 0–0      | 0–1      |
| Fenerbahçe        | 1–5   | Anderlecht        | 0–0      | 1–5      |
| Lyn               | 6–8   | Derry City        | 5–3      | 1–5      |
| Panathinaikos     | 4–2   | Sliema Wanderers  | 4–1      | 0–1      |
| Keflavík          | 2–13  | Ferencváros       | 1–4      | 1–9      |
| Dinamo Bucharest  | 7–2   | Boldklubben 1909  | 4–0      | 3–2      |
| HJK               | 2–9   | Manchester United | 2–3      | 0–6      |
| Drumcondra        | 1–3   | Vorwärts Berlin   | 1–0      | 0–3      |
| Stade Dudelange   | 0–18  | Benfica           | 0–8      | 0–10     |
| Djurgården        | 2–7   | Levski Sofia      | 2–1      | 0–6      |
| Lausanne Sports   | 0–4   | Sparta Praga      | 0–0      | 0–4      |
| LASK Linz         | 2–5   | Górnik Zabrze     | 1–3      | 1–2      |
| APOEL             | 0–10  | Werder Bremen     | 0–5      | 0–5      |
| Partizan          | 4–2   | Nantes            | 2–0      | 2–2      |

### Esquema
| Fase Preliminar   | Fase Preliminar | Fase Preliminar | Fase Preliminar |  |                   | Primeira Fase    | Primeira Fase | Primeira Fase | Primeira Fase |  |  | Quartos-de-final  | Quartos-de-final | Quartos-de-final | Quartos-de-final |  |  | Meias-finais      | Meias-finais | Meias-finais | Meias-finais |  |  | Final       | Final |
|                   |                 |                 |                 |  |                   |                  |               |               |               |  |  |                   |                  |                  |                  |  |  |                   |              |              |              |  |  |             |       |
| Fenerbahçe        | 0               | 1               | 1               |  |                   |                  |               |               |               |  |  |                   |                  |                  |                  |  |  |                   |              |              |              |  |  |             |       |
| Anderlecht        | 0               | 5               | 5               |  |                   | Anderlecht       | 9             | (w)           | 9             |  |  |                   |                  |                  |                  |  |  |                   |              |              |              |  |  |             |       |
| Lyn Oslo          | 5               | 1               | 6               |  | Derry City        | 0                | (o)           | 0             |               |  |  |                   |                  |                  |                  |  |  |                   |              |              |              |  |  |             |       |
| Derry City        | 3               | 5               | 8               |  |                   |                  |               |               |               |  |  | Anderlecht        | 1                | 2                | 3                |  |  |                   |              |              |              |  |  |             |       |
| 17 Nëntori        | 0               | 0               | 0               |  |                   |                  |               |               |               |  |  | Real Madrid       | 0                | 4                | 4                |  |  |                   |              |              |              |  |  |             |       |
| Kilmarnock        | 0               | 1               | 1               |  |                   | Kilmarnock       | 2             | 1             | 3             |  |  |                   |                  |                  |                  |  |  |                   |              |              |              |  |  |             |       |
| Feyenoord         | 2               | 0               | 2               |  | Real Madrid       | 2                | 5             | 7             |               |  |  |                   |                  |                  |                  |  |  |                   |              |              |              |  |  |             |       |
| Real Madrid       | 1               | 5               | 6               |  |                   |                  |               |               |               |  |  |                   |                  |                  |                  |  |  | Real Madrid       | 1            | 1            | 2            |  |  |             |       |
| Dinamo Bucareste  | 4               | 3               | 7               |  |                   |                  |               |               |               |  |  |                   |                  |                  |                  |  |  | Inter Milão       | 0            | 1            | 1            |  |  |             |       |
| Boldklubben 1909  | 0               | 2               | 2               |  |                   | Dinamo Bucareste | 2             | 0             | 2             |  |  |                   |                  |                  |                  |  |  |                   |              |              |              |  |  |             |       |
| Inter Milão       | -               | -               | -               |  | Inter Milão       | 1                | 2             | 3             |               |  |  |                   |                  |                  |                  |  |  |                   |              |              |              |  |  |             |       |
| Isento            | -               | -               | -               |  |                   |                  |               |               |               |  |  | Inter Milão       | 4                | 1                | 5                |  |  |                   |              |              |              |  |  |             |       |
| Keflavík          | 1               | 1               | 2               |  |                   |                  |               |               |               |  |  | Ferencváros       | 0                | 1                | 1                |  |  |                   |              |              |              |  |  |             |       |
| Ferencváros       | 4               | 5               | 9               |  |                   | Ferencváros      | 0             | 2             | 2             |  |  |                   |                  |                  |                  |  |  |                   |              |              |              |  |  |             |       |
| Panathinaikos     | 4               | 0               | 4               |  | Panathinaikos     | 0                | 1             | 1             |               |  |  |                   |                  |                  |                  |  |  |                   |              |              |              |  |  |             |       |
| Sliema Wanderers  | 1               | 1               | 2               |  |                   |                  |               |               |               |  |  |                   |                  |                  |                  |  |  |                   |              |              |              |  |  | Real Madrid | 2     |
| Lausanne Sports   | 0               | 0               | 0               |  |                   |                  |               |               |               |  |  |                   |                  |                  |                  |  |  |                   |              |              |              |  |  | Partizan    | 1     |
| Sparta Praga      | 0               | 4               | 4               |  |                   | Sparta Praga     | 3             | 2             | 5             |  |  |                   |                  |                  |                  |  |  |                   |              |              |              |  |  |             |       |
| LASK Linz         | 1               | 1               | 2               |  | Górnik Zabrze     | 0                | 1             | 1             |               |  |  |                   |                  |                  |                  |  |  |                   |              |              |              |  |  |             |       |
| Górnik Zabrze     | 2               | 3               | 5               |  |                   |                  |               |               |               |  |  | Sparta Praga      | 4                | 0                | 4                |  |  |                   |              |              |              |  |  |             |       |
| Partizan          | 2               | 2               | 4               |  |                   |                  |               |               |               |  |  | Partizan          | 1                | 5                | 6                |  |  |                   |              |              |              |  |  |             |       |
| FC Nantes         | 0               | 2               | 2               |  |                   | Partizan         | 3             | 0             | 3             |  |  |                   |                  |                  |                  |  |  |                   |              |              |              |  |  |             |       |
| APOEL Nicosia     | 0               | 0               | 0               |  | Werder Bremen     | 0                | 1             | 1             |               |  |  |                   |                  |                  |                  |  |  |                   |              |              |              |  |  |             |       |
| Werder Bremen     | 5               | 5               | 10              |  |                   |                  |               |               |               |  |  |                   |                  |                  |                  |  |  | Partizan          | 2            | 0            | 2            |  |  |             |       |
| FC Drumcondra     | 1               | 0               | 1               |  |                   |                  |               |               |               |  |  |                   |                  |                  |                  |  |  | Manchester United | 0            | 1            | 1            |  |  |             |       |
| Vörwarts Berlin   | 0               | 3               | 3               |  |                   | Vörwarts Berlin  | 0             | 1             | 1             |  |  |                   |                  |                  |                  |  |  |                   |              |              |              |  |  |             |       |
| HJK Helsinki      | 2               | 0               | 2               |  | Manchester United | 2                | 3             | 5             |               |  |  |                   |                  |                  |                  |  |  |                   |              |              |              |  |  |             |       |
| Manchester United | 3               | 6               | 9               |  |                   |                  |               |               |               |  |  | Manchester United | 3                | 5                | 8                |  |  |                   |              |              |              |  |  |             |       |
| Djurgårdens IF    | 2               | 0               | 2               |  |                   |                  |               |               |               |  |  | Benfica           | 2                | 1                | 3                |  |  |                   |              |              |              |  |  |             |       |
| Levski Sofia      | 1               | 6               | 7               |  |                   | Levski Sofia     | 2             | 2             | 4             |  |  |                   |                  |                  |                  |  |  |                   |              |              |              |  |  |             |       |
| Stade Dudelange   | 0               | 0               | 0               |  | Benfica           | 2                | 3             | 5             |               |  |  |                   |                  |                  |                  |  |  |                   |              |              |              |  |  |             |       |
| Benfica           | 8               | 10              | 18              |  |                   |                  |               |               |               |  |  |                   |                  |                  |                  |  |  |                   |              |              |              |  |  |             |       |

## Segunda fase
| Equipe 1         | Total | Equipe 2          | 1.º jogo | 2.º jogo |
| ---------------- | ----- | ----------------- | -------- | -------- |
| Anderlecht       | 9–0   | Derry City        | 9–0      | (w/o)    |
| Kilmarnock       | 3–7   | Real Madrid       | 2–2      | 1–5      |
| Dinamo Bucharest | 2–3   | Internazionale    | 2–1      | 0–2      |
| Ferencváros      | 3–1   | Panathinaikos     | 0–0      | 3–1      |
| Sparta Praga     | 5–1   | Górnik Zabrze     | 3–0      | 2–1      |
| Partizan         | 3–1   | Werder Bremen     | 3–0      | 0–1      |
| Vorwärts Berlin  | 1–5   | Manchester United | 0–2      | 1–3      |
| Levski Sofia     | 4–5   | Benfica           | 2–2      | 2–3      |

## Quartas-de-final
| Equipe 1          | Total | Equipe 2    | 1.º jogo | 2.º jogo |
| ----------------- | ----- | ----------- | -------- | -------- |
| Anderlecht        | 3–4   | Real Madrid | 1–0      | 2–4      |
| Internazionale    | 5–1   | Ferencváros | 4–0      | 1–1      |
| Sparta Praga      | 4–6   | Partizan    | 4–1      | 0–5      |
| Manchester United | 8–3   | Benfica     | 3–2      | 5–1      |

### Jogos de ida
| 23 de Fevereiro de 1966 | Anderlecht   | 1 – 0  | Real Madrid | Constant Vanden Stock Stadium, Bruxelas |
|                         | Van Himst 2' | Report |             | Público: 34,862 Árbitro: Thomas Wharton |

| 23 de Fevereiro de 1966 | Inter de Milão                       | 4 – 0  | Ferencváros | San Siro, Milão                               |
|                         | Jair 8' · Corso 36' · Peiró 65', 73' | Report |             | Público: 36,896 Árbitro: Manuel Gómez Arribas |

| 2 de Março de 1966 | Sparta Praga                             | 4 – 1  | Partizan      | Generali Arena, Praga                    |
|                    | Kvašňák 20', 54' (pen.), 86' · Mašek 73' | Report | Hasanagić 16' | Público: 30,214 Árbitro: Gyula Emsberger |

| 2 de Fevereiro de 1966 | Manchester United                | 3 – 2  | Benfica                       | Old Trafford, Manchester             |
|                        | Herd 36' · Law 44' · Foulkes 58' | Report | José Augusto 30' · Torres 70' | Público: 64,035 Árbitro: Karol Galba |

### Jogos de volta
| 9 de Março de 1966 | Real Madrid                              | 4 – 2  | Anderlecht            | Santiago Bernabéu Stadium, Madrid        |
|                    | Amancio 12', 35' · Gento 58' (pen.), 83' | Report | Jurion 87' · Puis 90' | Público: 54,415 Árbitro: Joseph Barbéran |

O Real Madrid ganhou 4-3 no total.
| 2 de Março de 1966 | Ferencváros      | 1 – 1  | Inter de Milão | Népstadion, Budapeste                              |
|                    | Novák 31' (pen.) | Report | Domenghini 62' | Público: 70,425 Árbitro: Kurt Waldemar Tschenscher |

Inter de Milão ganhou 5-1 no total.
| 2 de Março de 1966 | Partizan                                             | 5 – 0  | Sparta Praga | JNA Stadium, Belgrado                        |
|                    | Kovačević 4', 29' · Vasović 23' · Hasanagić 35', 41' | Report |              | Público: 36,912 Árbitro: Dimitar Rumentschev |

Partizan ganhou 6-4 no agregado.
| 9 de Março de 1966 | Benfica            | 1 – 5  | Manchester United                                        | Estádio da Luz, Lisboa                     |
|                    | Brennan 52' (o.g.) | Report | Best 6', 13' · Connelly 15' · Crerand 78' · Charlton 89' | Público: 54,232 Árbitro: Concetto Lo Bello |

O Manchester United ganhou 8-3 no total.

## Semifinais
| Equipe 1    | Total | Equipe 2          | 1.º jogo | 2.º jogo |
| ----------- | ----- | ----------------- | -------- | -------- |
| Real Madrid | 2–1   | Internazionale    | 1–0      | 1–1      |
| Partizan    | 2–1   | Manchester United | 2–0      | 0–1      |

### Jogos de ida
| 13 de Abril de 1966 | Real Madrid | 1 – 0  | Inter de Milão | Santiago Bernabéu Stadium, Madrid              |
|                     | Pirri 12'   | Report |                | Público: 120,000 Árbitro: Dimitris Wlachojanis |

| 13 de Abril de 1966 | Partizan                    | 2 – 0  | Manchester United | JNA Stadium, Belgrado                              |
|                     | Hasanagić 46' · Bečejac 59' | Report |                   | Público: 37,031 Árbitro: Kurt Waldemar Tschenscher |

### Jogos de volta
| 20 de Abril de 1966 | Inter de Milão | 1 – 1  | Real Madrid | San Siro, Milão                        |
|                     | Facchetti 78'  | Report | Amancio 20' | Público: 75,991 Árbitro: György Vadász |

| 20 de Abril de 1966 | Manchester United | 1 – 0  | Partizan | Old Trafford, Manchester                  |
|                     | Stiles 72'        | Report |          | Público: 61,475 Árbitro: Gottfried Dienst |

## Final
| 11 de maio de 1966 | Real Madrid          | 2–1 | Partizan    | Heysel, Bruxelas                                               |
|                    | Amaro 70' Serena 76' |     | Vasović 55' | Público: 55,000 Árbitro: Rudolf Kreitlein (Alemanha Ocidental) |

| Taça dos Campeões Europeus 1965-66 |
| Espanha                            |
| ---------------------------------- |
| Real Madrid (6º título)            |

## Artilheiros
| Ranking | Nome              | Time              | Gols |
| ------- | ----------------- | ----------------- | ---- |
| 1       | Florián Albert    | Ferencváros       | 7    |
| 1       | Eusébio           | Benfica           | 7    |
| 3       | John Connelly     | Manchester United | 6    |
| 3       | Mustafa Hasanagić | Partizan          | 6    |